# Halsbandssparv
Halsbandssparv (Arremon taciturnus) är en fågel i familjen amerikanska sparvar inom ordningen tättingar.

## Utseende och läte
Halsbandssparven är en tydligt tecknad sparv, med bjärt grön ovansida, svart huvud med vita streck ovan ögat och nerför hjässans mitt samt kontrasterande vit strupe. Hanen är ljusgrå under med svarta fläckar på bröstsidorna som ofta formar ett helt svart halsband, därav namnet. Honan liknar hanen men undersidan har beigefärgad anstrykning utan svarta teckningar. Både sång och läten är mycket ljusa.

## Utbredning och systematik
Halsbandssparven delas in i två underarter med följande utbredning:
- Arremon taciturnus taciturnus – förekommer från östra Colombia till södra Venezuela, Guyana och Amazonområdet i Brasilien
- Arremon taciturnus nigrirostris – förekommer ifrån tropiska sydöstra Peru till norra Bolivia och nordvästra Argentina

Méridasparven (Arremon taciturnus) kategoriserades tidigare som underart till halsbandssparv.

### Familjetillhörighet
Tidigare fördes de amerikanska sparvarna till familjen fältsparvar (Emberizidae) som omfattar liknande arter i Eurasien och Afrika. Flera genetiska studier visar dock att de utgör en distinkt grupp som sannolikt står närmare skogssångare (Parulidae), trupialer (Icteridae) och flera artfattiga familjer endemiska för Karibien.

## Levnadssätt
Halsbandssparven förekommer i undervegetation i regnskog. Den hittas framför allt i områden med tätare undervegetation inne i högväxt regnskog, utmed rinnande vattendrag, i raviner och i gläntor där träd fallit. Arten slår ofta följe med kringvandrande artblandade flockar och kan då vara svår att upptäcka när den kilar runt på marken.

## Status
IUCN kategoriserar arten som livskraftig.